# Kapelusz pana Anatola
Kapelusz pana Anatola – polski czarno-biały film komediowy z 1957 w reżyserii Jana Rybkowskiego, pierwsza część trylogii filmowej mieszczącej również Pan Anatol szuka miliona (1958) i Inspekcja pana Anatola (1959).
Plenery: Warszawa (plac Zbawiciela, plac Konstytucji, Aleje Jerozolimskie, Centralny Dom Towarowy, ul. Nowy Świat, Rynek Nowego Miasta).
Ze względu na skojarzenie z filmem, osiedlowy, modernistyczny pawilon handlowy znajdujący się w Łodzi nazywany jest „Kapeluszem Pana Anatola”.

## Opis fabuły
Pan Anatol Kowalski jest skromnym kasjerem PZU, który przez przypadek kupuje i nosi kapelusz, będący znakiem umówionym „doliniarzy”, tzn. kieszonkowców. Jego kieszenie zapełniają się skradzioną biżuterią.

## Obsada
- Tadeusz Fijewski – Anatol Kowalski
- Helena Makowska-Fijewska – Maniuśka Kowalska, żona Anatola
- Wieńczysław Gliński – Jerzy
- Aleksander Dzwonkowski – Feluś Piwko
- Stanisław Jaworski – inspektor-major MO
- Stefan Bartik – członek bandy
- Barbara Modelska – Kicia
- Leonard Andrzejewski – mężczyzna z kapeluszem
- Roman Kłosowski – członek bandy
- Andrzej Szczepkowski – członek bandy
- Bronisław Pawlik – komisarz MO
- Barbara Rachwalska – przekupka
- Stanisław Bareja – konduktor w autobusie
- Maria Kaniewska – gospodyni przyjęcia